# Valtesse de la Bigne

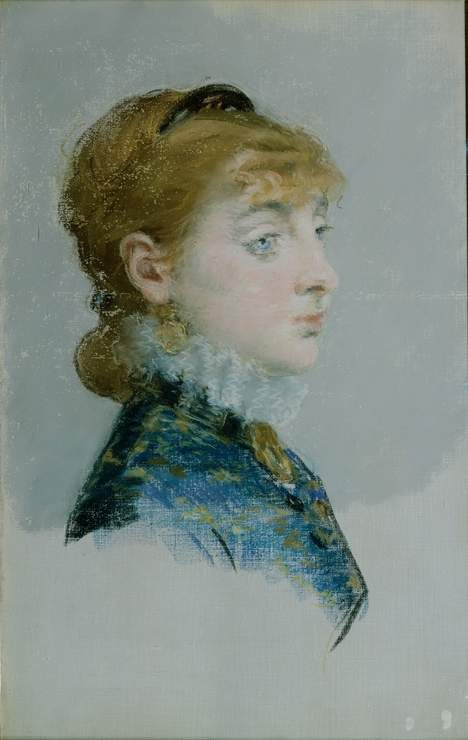
Édouard Manet:
Mademoiselle Lucie Delabigne

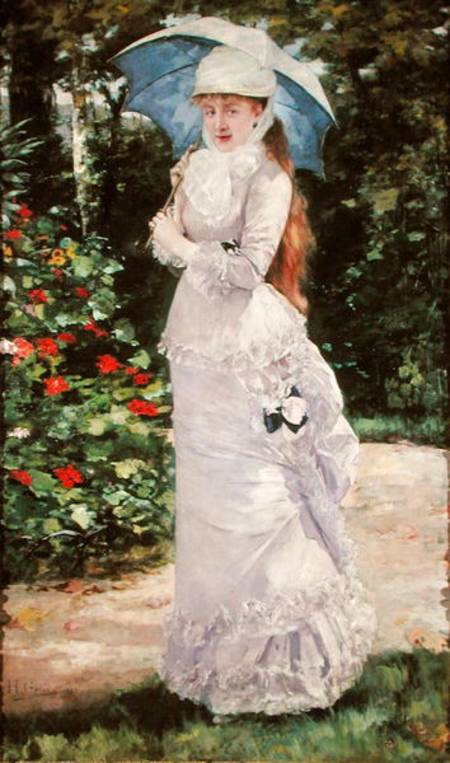
Henri Gervex:
Porträt der Mlle V***

Valtesse de la Bigne (eigentlich Émilie Louise Delabigne) (geboren am 13. Juli 1848 in Paris; gestorben am 29. Juli 1910 in Ville-d'Avray) war eine französische Schauspielerin, Autorin und eine der bekanntesten Kurtisanen im Paris zu Beginn der Dritten Republik. Sie stand mehreren bedeutenden Malern Modell und ihr Leben diente verschiedenen Schriftstellern als Romanvorlage.

## Leben
Valtesse de la Bigne gab 1866 ihr Schauspieldebüt in der Rolle der Hebe in Orpheus in der Unterwelt von Jacques Offenbach. Ein Kritiker beschrieb sie seinerzeit als „rothaarig und schüchtern, wie eine Jungfrau von Tizian“. Schon bald wandte sie sich jedoch vermögenden Liebhabern zu. Zu ihnen gehörte ein Prinz Lubomirski und der Baron de Sagan. Letzterer finanzierte Valtesse de la Bigne ein teures Hôtel particulier, das Jules Février an der Ecke Boulevard Malesherbes/Rue de la Terrasse für sie entwarf.
In ihrem 1876 veröffentlichten autobiografischen Roman Isola beschrieb sie ihren Aufstieg zu einer der reichsten Frauen von Paris. Émile Zola nahm diesen Roman und einen Besuch bei Valtesse de la Bigne als Vorlage für seinen Roman Nana. Hierin schilderte Zola ihr luxuriöses Wohnhaus und beschrieb detailliert das prunkvolle Bett der Valtesse de la Bigne. Dieses Bett stiftete sie nach ihrem Tod dem Musée des Arts décoratifs. Valtesse de la Bigne erkannte im 10. Kapitel von Nana ihr Schlafzimmer wieder und zeigte sich über die Beschreibung der Kurtisane verärgert. Sie äußerte, Zola sei dumm, falls er nicht begreife, dass eine Frau eine gewisse Intelligenz benötige, wenn sie triumphieren wolle. Als später das Gerücht auftauchte, sie solle die Hauptrolle in der Bühnenfassung der Nana spielen, ließ sie dies empört dementieren. Anders als Zolas Nana war Valtesse de la Bigne nicht nur eine Angehörige der Demimonde, sondern eine überaus gebildete Frau, die in ihrem Salon Baudelaire, Montaigne und Nietzsche rezitierte. Ihre Persönlichkeit inspirierte neben Zola auch andere Autoren zu literarischen Werken. So sind die Protagonistinnen in La Nichina von Hugues Rebell und im Roman Idylle saphique ihrer Freundin Liane de Pougy auf Valtesse de la Bigne zurückzuführen. Sowohl mit Liane de Pougy als auch mit Émilienne d’Alençon wird ihr zudem eine Liebesbeziehung nachgesagt.
In ihrem, auch als L’Union des Artistes (Künstlervereinigung) bezeichneten Haus trafen sich zahlreiche junge Literaten und Künstler. Hierzu zählten Édouard Manet, Henri Gervex, Édouard Detaille, Gustave Courbet, Eugène Boudin und Alphonse de Neuville. Édouard Manet fertige ein Pastell von ihr an, von dem sie sich geschmeichelt fühlte. Andere Porträts entstanden von Jean-Louis Forain und Édouard Detaille. Der Maler Henri Gervex wurde ihr Geliebter und porträtierte sie mehrfach. Neben dem im Musée d’Orsay befindlichen Porträt der Mlle V*** war Valtesse de la Bigne auch das Modell für die Ehefrau in seinem
Gemälde Le Mariage civil (Die Zivilehe), das den Salle de Mariage (Hochzeitssaal) im Rathaus des 19. Arrondissement schmückt.
Im Alter zog sich Valtesse de la Bigne in den Pariser Vorort Ville-d’Avray zurück. Hier entstand 1901 für sie die Villa Maison de la Chapelle du Roi, dessen Inneneinrichtung teilweise der Jugendstildesigner Louis Majorelle entwarf. In Ville d’Avray befindet sich auch das denkmalgeschützte Grab von Valtesse de la Bigne.